# 松浦義弘
松浦 義弘（まつうら よしひろ、1952年 - ）は、日本の西洋史学者、成蹊大学教授。

## 人物・来歴
福島県生まれ。東京大学文学部西洋史学科卒。1985年同大学院博士課程満期退学。二松学舎大学文学部講師、成蹊大学文学部教授、文学部長。2017年「フランス革命とパリの民衆――「世論」から「革命政府」を問い直す」により一橋大学博士（社会学）。審査員は森村敏己、秋山晋吾、山﨑耕一
。

## 著書
- 『フランス革命の社会史』山川出版社 世界史リブレット 1997
- 『フランス革命とパリの民衆　「世論」から「革命政府」を問い直す」山川出版社、2015

共編
- 『フランス革命史の現在』山崎耕一共編 山川出版社 2013

### 翻訳
- リン・ハント『フランス革命の政治文化』平凡社 テオリア叢書 1989。ちくま学芸文庫 2020
- ロジェ・シャルチエ『フランス革命の文化的起源』岩波書店 1994
- リン・ハント『人権を創造する』岩波書店 2011

## 論文
- 松浦義弘